# Небольсин, Виктор Александрович
Виктор Александрович Небольсин (род. 1 января 1950) — советский хоккеист, нападающий.

## Биография
В сезоне 1965/66 — игрок команды чемпионата СССР «Локомотив» Новосибирск. В составе «Сибири» — бронзовый призёр юношеского чемпионата СССР (1967), серебряный призёр молодёжного чемпионата СССР (1968). За команду мастеров «Сибири» выступал в течение десяти сезонов (1968/69 — 1977/78), в сезонах 1968/69 — 1970/71, 1975/76 играл в первой группе класса «А» — высшей лиге. Играл за команды первой лиги «Бинокор» Ташкент (1978/79 — 1979/80), «Торпедо» Усть-Каменогорск (1980/81 — 1982/83).